# Африканська фаланга
Африканська Фаланга (фр. Phalange Africaine) — французька колаборантська військова частина в Північній Африці, яка виступала на боці Німеччини під час Другої світової війни.

## Історія
У другій половині листопаду 1942 р. у французьких урядових колах режиму Віші з'явилася ідея створити французький військовий добровольчий підрозділ у відповідь на десант союзників у французькому Марокко та Алжирі (операція «Факел»). Ідею підтримав посол Третього Рейху в окупованій частині Франції Отто Абец. У грудні 1942 року німецька влада його затвердила.
Французи мали намір створити 18-тисячний Імперський легіон під французьким командуванням і прапорами, щоб воювати поряд з німецько-італійською армією. Він повинен був складатися з двох бригад та однієї напівбригади. У січні 1943 року було набрано лише 330 добровольців, переважно серед членів фашистської французької народної партії та Легіонерської служби порядку (Service d'ordre légionnaire); військова частина отримала назву «Африканська фаланга». Вони пройшли військову підготовку в таборі Бордж-Седа. Зрештою, 210 осіб залишилися під командуванням підполковника П'єра Сімона Крістофіні, його заступником був майор Анрі Керньє. У березні 1943 року військові навчання закінчилися, і фаланга дала присягу на вірність маршалу Філіппу Петену.
Після прибуття до Тунісу в середині квітня 1943 р. фалангу було розміщено в районі Меджез-Ель-Баб. До них приєдналося близько 130—150 арабів з Алжиру. Команду прийняв майор Кюрньє. Підрозділ був озброєний німецькою та французькою зброєю. Його солдати носили французьку колоніальну форму та військову емблему Африканського корпусу з німецькими шоломами, на яких праворуч був французький прапор, намальований на білому тлі. На рукавах вони носили чорну пов'язку з написом Phalange Africaine.
Фалангу було перетворено на мотопіхотну роту та призначено до 2-го батальйону 754 мотопіхотного полку 334-ї стрілецької дивізії, що входила до складу 5-ї армії ген. Юргена фон Арніма. Неофіційна назва роти — Легіон французьких добровольців у Тунісі (Légion des Volontaires Française de Tunisie) або рота «Франкофонія». Фалангу було поділено на три стрілецькі взводи (озброєні по шість легких кулеметів у кожному), взвод важкої зброї (три важкі кулемети Hotchkiss, два міномети 60 мм, три протитанкові гармати) та господарський взвод.
Незабаром розпочався загальний наступ союзницьких сил у регіоні. Французам протистояли війська британської 78 стрілецької дивізії 8-ї армії. Оборонні позиції, які займали французькі солдати, були знищені артилерією та танковим вогнем; протягом години половину чисельності підрозділу було знищено. Траплялися також випадки дезертирства. У ніч з 16 на 17 квітня відбувся перший переможний бій французького бойового патруля з британським патрулем. У пропагандистських цілях полковник Вебер, командир 334 п., нагородив трьох французів Залізним хрестом. Важкі бої тривали до кінця квітня, після чого рота відбула до Тунісу . Загалом Залізний хрест отримали 1 офіцер, 3 унтер-офіцери та 1 рядовий.
Після союзницької окупації міста 7 травня 1943 року більшість солдатів роти були заарештовані голістськими силами. Близько 10 розстріляли відразу після смертної кари, винесеної військовим трибуналом, а решта пізніше отримала довгострокові тюремні вироки. Підполковник Кристофіні, який захворів, був розстріляний у 1944 році. Однак близько 40 французів, які здалися англо-американським військам, були призвані до Вільних французьких сил і з тих пір воювали проти Німеччини.